# Revox
ReVox és el nom d'una marca Suïssa d'aparells d'àudio registrada per Studer el 27 de març de 1948. El primer model de Revox va ser el T26, l'any 1952, que fou el successor de Dynavox 100, creat el 1949.
El primer disseny de Studer va ser el Dynavox. Després de la primera producció en sèrie de gravadores Dynavox, es va formar una nova empresa de màrqueting l'any 1951 anomenada ELA AG. Revox va ser adoptat per aquesta nova marca adreçada als amateurs, mentre que els aparells dissenyats per als professionals mantenien el nom Studer.
El T26 també permetia l'enregistrament de ràdio, va aparèixer amb una tirada de 2.500 unitats, amb el preu de 1.395 francs suïssos.
El model A36, el primer d'una sèrie de gravadores, va aparèixer el 1954. Tenia característiques poc usuals per a l'època com el polsador solenoide i una de transmissió directa sense corretges o rodes. El B36 de 1956 va ser el primer model de 3 capçals.
L'empresa es va traslladar a Löffingen, Alemanya Occidental, el 1966, a causa de problemes laborals a Suïssa, però la construcció d'una segona fàbrica es va iniciar a Regensdorf, Suïssa, el 1967, per obrir el 1968.
El 1967 la sèrie de les gravadores del model 36 van acabar amb el G36, i van ser reemplaçats pel transistor A77 amb un accionament directe cabrestant servo-controlat. L'A77 es va complementar amb un amplificador integrat (A78) i sintonitzador de FM (A76).
El 1990 Will Studer va vendre el Revox Grup Studer a Motor-Columbus AG, incloent totes les societats filials. El 1991, Motor-Columbus va dividir el Revox Grup Studer en Studer (Pro), Revox (HiFi) i la divisió de fabricació. Motor-Columbus va vendre diverses filials i plantes.
L'extensa reorganització va culminar amb la venda del Grup Studer a Harman International Inc, al març de 1994. El grup de Revox es va excloure i fou venut a inversors privats. El 17 de març de 1994, Harman International Industries va completar l'adquisició amb Motor-Columbus AG obetenint el 100% de Studer Revox AG. Harman va pagar 100 francs suïssos (aproximadament US 70$) per a la totalitat de les accions emeses i en circulació per Studer Revox. Harman assumí l'endeutament posterior a l'adquisició de Studer Revox d'aproximadament 23 milions de francs suïssos (uns 16 milions de dòlars).
El fundador de Revox, Willi Studer, va morir l'1 de març de 1996.

Revox PR99 Mk II, gravadora de cinta de ¼ polzades, produïda cap a l'any 1985.

Molts consideren les gravadores ReVox de cinta oberta com a equips d'àudio de gamma alta. Els models més famosos són el G36 (tipus de vàlvula), A77 (estat sòlid amb controls ‘relé’) i B77 (estat sòlid amb el control de la lògica i d'accionament directe). L'A700 era la part superior de la màquina de 1970 línies amb 3 velocitats de PLL de quars cabrestant, o, com el B77 que va aparèixer el 1979, velocitat de la cinta variable de 2,5-22,5 polzades per segon. A la foto a la dreta hi ha el PR99 Mk2, una variant de la B77 per als usuaris professionals, que difereix del B77 en tenir línia balancejada d'entrada/sortida, i un comptador de temps real i auto-localitzador. La sèrie PR99 va ser reemplaçada per la sèrie C270, disponible també en formats multi-pista (C274, C278).
Revox també va produir gravadores de casset amb bona reputació, en particular la B710 i més tard la B215, que utilitza el mateix transport i substancialment la mateixa electrònica que els models més car de Studer, els A710 i A721, respectivament.
De la mateixa manera, els reproductors B225 i B226 de discos compactes Revox es van basar en gran manera en l'Studer A725 i el reproductor de CD professional A727. De la mateixa manera, els sintonitzadors de FM Revox eren gairebé idèntics als models professionals Studer. Es va emetre una edició limitada del B226 per celebrar el 40è aniversari de Studer, anomenat "The Signature", que va comptar amb una placa frontal negra (en contrast amb el B226 que sortí més tard en plata (alumini anoditzat) i feia servir la versió d'alt rendiment "Silver Crown" de la TDA1541 DAC de Philipps, que més tard es va presentar en la versió B226-S.
Revox va ser un dels primers fabricants a comercialitzar un televisor de plasma, el model E542 el 1999. Abans d'això, van encarregar a Loewe la fabricació d'un nombre limitat de models de S-VHS i vídeo-gravadores VHS i televisors CRT amb el nom de Revox. Un reproductor de DVD (model S27) va ser construït per l'empresa francesa Micromega.

## La tecnologia actual
El 2002, Revox introdueix al mercat el Re:system M51, un sistema modular d'àudio i vídeo. Aquest sistema pot proporcionar fins a 32 zones d'audició musical diferents. Els diferents mòduls permeten a l'usuari seleccionar les fonts que li agradaria utilitzar en la seva llar, les fonts disponibles (mòduls) per al M51 i M10 són, entre altres: sintonitzador FM, SAT-ràdio, Internet-ràdio, "multi room". Les solucions estan disponibles per a totes les possibilitats d'aplicació imaginables, fins i tot el control a través dels productes d'Apple amb les aplicacions corresponents. L'operació de "multi room" requereix la disponibilitat del mòdul concert i petits amplificadors del tipus M219 a les habitacions remotes. També el primer servidor d'àudio de la companyia, el Revox M57, està perfectament en línia amb el concepte de zones múltiples.
El M51 MKII està disponible amb dos amplificadors diferents. La versió analògica realitza 5 x 60 watts de si, la Classe-D-amplificador digital 5x200 Watt sinusal.
La sèrie M es va ampliar el 2006 per la M10, una solució de rack de 19 "com nervi central i el centre d'origen i en 2010 per la M100, un amplificador d'alta fidelitat estèreo amb 2x200 watts de potència sinusal, sintonitzador FM i DVD en una carcassa extremadament compacta. Per als models M10 i M51, aquest últim està disponible actualment en la versió MKII, els mòduls inseribles són idèntics. Per al M100 els mòduls, excepte per multisala, s'ofereixen com suplements connectables al model bàsic.
En l'operació multisala el control de les habitacions es realitza per unitats de control de paret del tipus M217 / M218, pels comandaments a distància M207 o M208 o aplicacions de mòbil, que de moment només estan disponibles per al sistema iOS.
A més del servidor d'àudio pur M37 MKII el servidor multimèdia M117 es va introduir el 2011. El 2012 Revox presentar els nous receptors de xarxa audiòfil Revox Alegria S120, S119 i S118.

## Altaveus
Durant més de 40 anys, Revox ha estat produint altaveus. El primer altaveu de la marca Revox va ser la sèrie 46 (1970), que va ser desenvolupada per l'anterior sistema d'alta fidelitat A77, A76 i A50. L'AX (1976), el BX- (1977) i la sèrie BR (1980) van continuar. Tots els altaveus van ser desenvolupats i fabricats a la planta de Revox a Ewattingen.
Els altaveus més famosos van ser el Symboll B (1983), així com l'altaveu actiu Agora B (1986). Una fita en el desenvolupament dels seus altaveus van ser els models digitals Scala 4.7 (1994) i Scala 3.6 (1996).
El 1980 també va veure la introducció del Tritó, un dels primers sistemes de sub-woofer/satèl·lit per a la llar d'alta fidelitat. El subwoofer Triton comprenia un 200 gabinet lliures dissenyat per actuar també com un moble en el qual podia suportar tota la sèrie B7xx (incloent B77). El sistema Tritó va ser reemplaçat pel més petit i més compacte Piccolo, i més tard el Cub d'energia, que era una unitat de greus Piccolo amb amplificadors de potència integrats i comandament a distància opcional i controlador multi-habitació.
El 1987, Revox va adquirir els drets per fabricar el Stereolith Duetto, un altaveu estèreo de caixa única. Construït en forma de prisma triangular, el Duetto va ser dissenyat com a complement de la unitat Piccolo.